# Physula
Physula là một chi bướm đêm thuộc họ Erebidae.

## Các loài tiêu biểu
- Physula albipunctilla Schaus, 1916